# Станчев, Михаил Георгиевич
Михаи́л Гео́ргиевич Ста́нчев (укр. Михайло Георгійович Станчев; род. 28 апреля 1953, с. Тахиркуль, Казахская ССР) — советский и украинский историк, преподаватель высших учебных заведений Украинской ССР и СССР; доктор исторических наук (2000), профессор (2015), иностранный член Болгарской академии наук (2013); заведующий кафедрой новой и новейшей истории Харьковского национального университета им. В. Н. Каразина (с 2012), гость-исследователь Институт исторических исследований  БАН, гость-профессор Софийского и Нового болгарского университетов. Член Союза учёных и Исторического общества Республики Болгария (2010), член межправительственной  совместной комиссии МИД Украины и Министерства экономики Украины по международному сотрудничеству, внешнеэкономической деятельности и европейской интеграции (2003-2016), член Правления Украинской ассоциации европейских студий (2016) и  Научного общества по истории дипломатии и международных отношений (2017).

## Биография

### Образование
Родился 28 апреля 1953 года в с. Тахиркуль Арысского района Южно-Казахстанской (ныне — Туркестанской) области, куда были выселены его родители во время сталинских репрессий. Дед его — Станчев Николай Маркович, погиб в 1942 г. в «Ивдельлаге» — печально известном концлагере смерти в Свердловской области. Бабушка и мать остались лежать навечно в казахстанской земле. В 1956 г. после смерти Сталина и осуждения культ личности, его отец вместе с тремя детьми возвращается в родное село Кортен (Молдавская ССР). После окончания Кирютнянской средней школы № 4 в родном селе, Михаил едет учиться в Харьков. В 1975 году окончил исторический факультет, а затем аспирантуру (1980) Харьковского государственного университета им. А. М. Горького.
Специализировался в Софийском университете (1988—1989). Защитил кандидатскую (1982) в ХГУ под научным руководством проф. Георгия Николаевич Попова и докторскую (2000) диссертации в Институте истории Болгарской академии наук.
Во время государственной службы окончил Академию госслужбы при Президенте Украины и курсы повышения квалификации при Академии внешней торговли Украины.

### Деятельность
В 1975/1976 уч. г. работал ассистентом в Севастопольском приборостроительном институте на кафедре истории КПСС и научного коммунизма. С 1976 по 1991 годы — ассистент, старший преподаватель, доцент кафедры истории КПСС (позже — истории и политологии) Харьковского авиационного института им. Н. Е. Жуковского.
С 1991 по 1996 годы — начальник международного отдела Харьковского горисполкома, депутат Харьковского городского совета (1990—1994). Преподавал Всемирную историю дипломатии (по совместительству) в Институте востоковедения и международных отношений «Харьковский коллегиум» (1995—1996 гг.). С 1997 года — первый секретарь Министерства иностранных дел Украины. В 1998—2001 годах — Временный поверенный в делах и политический советник посольства Украины в Болгарии. В 2001—2002 годах — и. о. начальника отдела Юго-Восточной Европы МИД Украины, а в 2002—2003 — начальник Управления международного сотрудничества, внешнеэкономических связей и европейской интеграции Харьковской областной государственной администрации.
В 2003—2012 гг. работал представителем международного инвестиционного фонда «Сигма Блейзер» на Балканах, в региональном офисе в Софии.
Трудился (по совместительству) на должности профессора кафедры международной экономики и международных экономических отношений Харьковского национального университета, а также профессора кафедры международного права Харьковской юридической академии (2002/2003 учебный год), Института международных отношений Белгородского государственного университета (2013/2014 уч. год). Читал лекционные курсы «Политическая история. XX век», «Международные отношения на современном этапе», «Теория и история дипломатии», «Основы консульской та дипломатической службы» и «Дипломатический протокол и этикет». Состоит на кафедре новой и новейшей истории исторического факультета ХНУ с мая 2012 года по совместительству, с января 2013 года — заведующий данной кафедрой.
Автор и соавтор 34 монографий, документальных сборников и брошюр, около  400 научных трудов по истории и культуре Болгарии, украинско-болгарскому сотрудничеству, истории болгаристики и болгарской диаспоры в Украине и странах СНГ.
Глава межреспубликанской ассоциации ученых-болгаристов (1996—2006). Один из основателей и научный руководитель Центра болгаристики и балканских исследований Харьковского национального университета. Главный редактор (с 2017 г.) «Дриновского сборника» (совместный проект Харьковского национального университета и Болгарской академии наук). Член международных редакционных советов журналов «Списание на БАН», «Исторически преглед» (орган Института истории БАН), «Родознание» (Болгарская национальная генеалогическая ассоциация) и журнала «Исторически архив» («Historical archives»), научного сборника «Многообразие в единство» («Diversity in unity») исторической секции Союза учёных Болгарии. Труды проф. М. Г. Станчева изданы на английском, французском, испанском, литовском, хорватском, чешском, украинском, болгарском, русском, польском, румынском языках и находятся в более чем 215 библиотеках мира.

## Награды
- Почётный диплом и награда «Золотой Меркурий» Европейской ассоциации деловых кругов (Оксфорд, Англия) — за персональный вклад в развитие экономики Украины и евроинтеграционные процессы (2003)
- Почётный диплом Национальной ассоциации деловых кругов Украины и Восточноукраинской академии бизнеса «Человек года» (2003)
- Почётный знак «За заслуги перед БАН» Болгарской академии наук (2004) — за вклад в исследование болгарской истории и развитие болгаристики на Украине и странах СНГ
- Почётный знак им. Марина Дринова с лентой Болгарской академии наук (2006) — за весомый вклад в развитие болгаристики и сотрудничества между учёными Болгарии и Украины
- Почётный знак Министерства иностранных дел Болгарии «Золотая лавровая ветвь» (2000) — за личный вклад в развитие болгаро-украинских отношений.
- Почётный диплом Ассоциации болгар Украины «Человек года» в номинации «Выдающиеся учёные (2012)» — за большие научные достижения в изучении болгарской диаспоры Украины и стран СНГ
- Золотая медаль имени В. Н. Каразина Харьковского национального университета имени В. Н. Каразина (2013) — за вклад в развитие университетской науки и в связи с 60-летием со дня рождения
- Диплом стипендиата имени В. Н. Каразина в области гуманитарных наук Харьковской областной государственной администрации в номинации «Выдающиеся учёные» (2015) — за особые достижения в области науки и в решение научно-технических и социально-экономических проблем Харьковской области

### Основные научные труды
- Чернявский Г. И., Станчев М. Г. В борьбе против самовластия: Х. Г. Раковский в 1927—1941 гг. — Харьков, 1993. — 324 с.
- Головко В. И., Станчев М. Г., Чернявский Г. И. Между Москвой и Западом. Дипломатическая деятельность Х. Раковского. — Харьков: Око, 1994. — 384 с.
- Станчев М. Г., Чернявский Г. И. Фарс на крови. — Харьков: Око, 1997. — 286 с.
- .Архив Л. Д. Троцкого: Т. 1- 3 (Коммунистическая оппозиция в СССР) / сост. Ю. Фельштинский; научн. ред. Г. Чернявский, М. Станчев. — Т. 1. — Х.: Око, 1999. — 456 с
- Архив Л. Д. Троцкого: Т. 1- 3 (Коммунистическая оппозиция в СССР) / сост. Ю. Фельштинский; научн. ред. Г. Чернявский, М. Станчев. — Т. 2. — Харьков: Око, 2001. — 476 с.
- Архив Л. Д. Троцкого: Т. 1- 3 (Коммунистическая оппозиция в СССР) / сост. Ю. Фельштинский; научн.ред. Г. Чернявский, М. Станчев. — Т. 3. Ч. 1. — Х.: Око, 2002. — 432 с. (электронный вариант). — Режим доступа: http: // lib.ru/history/Felshtinsky/trotsky3.txt
- Архив Л. Д. Троцкого: Т. 1- 3 (Коммунистическая оппозиция в СССР) / сост. Ю. Фельштинский; научн. ред. Г. Чернявский, М. Станчев. — Т. 3. Ч.2. — Х.: Око, 2002. — 484 с. (электронный вариант). Режим доступа: htpp: // lib.ru/history/Felshtinsky/trotsky3.txt
- Станчев М. Д-р Кр. Раковски: политик, държавник, дипломат. — София, АИ «Марин Дринов» на БАН, 2004. — 314 с.
- Станчев М., Георгиев Л., Чолов П. и др. Василий Каразин: живот и дейност. — София: АИ «Марин Дринов», 2005. — 376 с.
- Станчев М. Г., Чернявский Г. И. Георгий Бакалов. Политическая биография (с культурологическим компонентом). — София, 2006. — 420 с.
- Станчев М., Георгиев Л., Владева Л. Н. Н. Каразин. Дунав в пламъци / Дневник на корреспондента / Репортажи (1877—1878 г.). — София, 2008. — 250 с.
- Станчев М. Г., Чернявский Г. И. Л. Д. Троцкий. Болгария и болгары. — София: Акад. изд-во «М.Дринов», 2008. — 354 с.
- Станчев М. Г. Болгары в Российской империи, СССР, странах Балтии и СНГ: Статистический сборник. — София: АИ «Марин Дринов», 2009. — Т. 1. — 618 с.
- Станчев М. Род Станчевых, с. Кортен, Республика Молдова. — София, 2010. — 184 с.
- Канистратенко Н. Н., Станчев М. Г., Евсеенко С. В. Георгий Иосифович Чернявский : Биобиблиографический указатель. — Харьков: ХДАК, 2011. — 94 с.
- Чернявский Г. И., Станчев М. Г., Тортика (Лобанова) М. В. Жизненный путь Христиана Раковского. Европеизм и большевизм: неоконченная дуэль. — М. : ЗАО Издательство Центрполиграф, 2014. — 557 с.
- Станчев М. Г., Полякова Ю. Ю. Георгий Николаевич Попов — профессор Харьковского университета. Библиография. Воспоминания / сост. М. Г. Станчев, Ю. Ю. Полякова; научн. ред. С. Ю. Страшнюк; библиогр. ред. С. Б. Глибицкая. — Х.: ХНУ имени В. Н. Каразина, 2015. — 64 с.
- Станчев М. Г., Полякова Ю. Ю. Євген Петрович Пугач — профессор Харківського національного університету імені В. Н. Каразіна (до 80-річчя від дня народження); бібліогр. показч. / уклад. М. Г. Станчев, Ю. Ю. Полякова; наук. ред. С. Ю. Страшнюк; бібліогр.ред. С. Б. Глибицька. — Х.: ХНУ імені В. Н. Каразіна, 2015. — 24 с.
- Фельштинский Ю., Станчев М. Третья мировая. Битва за Украину. — К.: Наш формат, 2015. — 465 с.
- Фельштинський Ю., Станчев М. Третя світова. Битва за Україну. — К.: Наш формат, 2015. — 460 с.
- Jurij Felsztinski, Michail Stanczew. Trzecia wojna swiatowa? Bitwa o Ukraine. Przetozyt Jerzy Redlich. — Poznan: Dom wydawniczy rebis, 2015. — 431 p.
- Станчев М. Г. Болгары в Российской империи, СССР, странах Балтии и СНГ. Биографическая энциклопедия. — Т. 2. — Харьков: ОПП Контраст, 2016. — 592 с.
- 1. Yuri Felshtinsky, Michael Stanchev. Blowing up Ukraine: The Return of Russian Terror and the Threat of World War III. London: Gibson Square Books Ltd. 304 p. ISBN 9781783341917.   ;
- Jurij Felštinskij,  Michail Stančev. Trečiasis pasaulinis. Mūšis dėl Ukrainos.  Vilnius: Briedis. 2022. 320 p/ ISBN 9789955269830;
- Y. Felshtinski, M.Stancev. Ucrania: la primera batalla de la Tercera Guerra Mundial. Barselona: Ediciones Deusto, 2022. 448 p. ISBN 978-84-234-3419-
- J. Felstinski, M. Stanchev. Bitka za Ukrajinu. Treci svjetski rat? Zagreb, Stilus, 2022.
- . Ю. Фельштинский, М. Станчев. Третья мировая: битва за Украину. К.: Наш формат, 2022.
- Ю. Фельштинський, М. Станчев. Третя світова: битва за Україну. К.: Наш формат, 2022
- Ю. Фелштински, М. Станчев. Трета световна: битката за Украйна. София: изд-во на Нов български университет, 2022. 465 с.
- Ю. фельштинский. м. СТАНЧЕВ Г. Чернявский. Троцкий против Сталина. Эмигрантский архив Льва Троцкого в 3 томах (4 книгах) 1927 - 1928 гг. ISIA Media Verlag (Leipzig, Dtuschland). 2024.
- Tomáš Lemešani, Michail Stančev, Jurij Felštinskij. Ukrajina v plamenech. Praha: Euromedia Group, 2024. 422 p.